# Петко Петков (политик)
Вижте пояснителната страница за други личности с името Петко Петков.
Петко Димитров Петков е български политик от партия Български земеделски народен съюз.

## Биография
Роден в София. Син е на Димитър Петков и Екатерина Ризова, сестрата на Димитър Ризов. Брат му Никола Петков също е видна политическа фигура.
Участва в Първата световна война като запасен подпоручик в Първи пехотен софийски полк. Награден е с ордени „За храброст“, IV степен и „Свети Александър“, V степен.
Петко Д. Петков е привърженик на БЗНС още преди управлението на Александър Стамболийски, но официално става член на съюза едва през 1923 г. От юли 1920 г. е на дипломатическа служба в Париж.
През 1922 г. участва в конференцията в Генуа заедно със Стамболийски. От края на 1922 г. е директор на Политическия отдел на Министерството на външните работи. По време на Деветоюнския преврат е арестуван. След освобождаването му през юли 1923 г. се заема с възстановяването на местните организации на БЗНС.
През ноември 1923 г. е избран за народен представител и става една от най-активните фигури на опозицията в Народното събрание. Там предизвиква особеното недоволство на правителството, когато изважда окървавени дрехи на хора, за които се предполага, че са измъчвани от военните след Септемврийското въстание.
Петко Д. Петков е застрелян на улица „Московска“ в София на 14 юни 1924 година от полицейския служител и член на ВМРО, емигрант от Гевгелийско, Стефан Каркалашев. Убийството е организирано от поручик Димитър Радев, който убеждава ръководителя на ВМРО Тодор Александров да окаже практическо съдействие, въпреки първоначалното му нежелание да се замесва. Убийството е извършено по изричното желание на генерал Иван Вълков, който месеци преди това спомага за убийството на Никола Генадиев.

## Памет
На Петко Д. Петков е наречена улица в квартал „Свобода“ в София (Карта).